# Гай Апулей Дециан
Гай Апулей Дециан (на латински: Caius Appuleius Decianus) е политик на Римската република от началото на 1 век пр.н.е.
Произлиза от фамилията Апулеи. Син е на Публий Деций Субулон (претор 115 пр.н.е.) и е осиновен от фамилията на Луций Апулей Сатурнин.
През 99 пр.н.е. или 98 пр.н.е. Дециан е народен трибун. Колеги са му Гай Канулей и Квинт Калидий. Той дава безуспешно на съд тогавашния едил Луций Валерий Флак (суфектконсул 86 пр.н.е). Дециан бяга в Азия и служи на Митридат VI в Първата Митридатова война.
Баща е на Гай Апулей Дециан, който живее в Аполонис при Митридат и служи през 62 пр.н.е. при управителя на Азия претор Луций Валерий Флак.